# Oro II (álbum de Charly García)
Oro II es un álbum recopilatorio del músico Charly García lanzado en 1996 por el sello Interdisc. Es el sucesor del recopilatorio Oro lanzado en el año 1995.

## Lista de canciones
1. Los dinosaurios
2. Nos siguen pegando abajo (Pecado mortal)
3. Cerca de la revolución
4. No se va a llamar mi amor
5. Nuevos trapos
6. Piano Bar
7. Tuve tu amor
8. Total interferencia
9. Plateado sobre plateado (Huellas en el mar)
10. Transatlántico art deco
11. Rap del exilio
12. Chicas muertas
13. Vos también estabas verde
14. Canción de 2x3

- Todas las canciones pertenecen a Charly García.

- Datos: Q6053220